# Тиберий Юлий Котис II
Вижте пояснителната страница за други личности с името Котис.
Тиберий Юлий Котис II или Котис II (на старогръцки: Τιβέριος Ἰούλιος Κότυς Β' Φιλόκαισαρ Φιλορώμαίος Eυσεbής Philocaesar Philoromaios Eusebes, на латински: Tiberius Julius Cotys I) е римски клиент-цар на Боспорското царство от 123 до 131 г.

## Биография
Той е син на цар Тиберий Юлий Савромат I (93/4 – 123/4). Внук е на цар Тиберий Юлий Раскупорис I (68/9 – 93/4) и правнук на цар Тиберий Юлий Котис I (45/6 – 68/9).
Котис II се жени и има син Реметалк, който го поседва през 132 г.